# Murder Party
Petrecere criminală (titlu original: în engleză Murder Party) este un film american de comedie de groază din 2007 regizat de Jeremy Saulnier. Rolurile principale au fost interpretate de actorii Chris Sharp, Sandy Barnett și Macon Blair. A primit premiul publicului pentru cel mai bun lungmetraj la Festivalul de Film Slamdance din 2007 și a fost proiectat în cadrul unor festivaluri precum Festivalul de Film Maryland.

## Rezumat
Christopher, un bărbat simplu și singuratic, găsește o invitație la o petrecere costumată de Halloween numită Murder Party. El își face un costum de cavaler din carton și se duce la petrecerea din Brooklyn. Christopher descoperă că totul este o capcană imaginată de studenții de la Arte care vor să comită un asasinat ca o operă de artă.

## Distribuție
- Chris Sharp – Christopher Hawley
- Sandy Barnett – Alexander / Tim
- Macon Blair – Macon
- Paul Goldblatt – Paul
- William Lacey – Bill
- Stacy Rock – Lexi
- Skei Saulnier – Sky
- Bill Tangradi – Zycho
- Puff Snooty – Sir Lancelot
- Beryl Guceri – Paul's Photo Assistant
- Beau Sia – Cicero